# (34944) 2202 T-1
2202 T-1 (asteroide 34944) é um asteroide da cintura principal. Possui uma excentricidade de 0.32418640 e uma inclinação de 4.14531º.
Este asteroide foi descoberto no dia 25 de março de 1971 por Cornelis Johannes van Houten e Ingrid van Houten-Groeneveld e Tom Gehrels em Palomar.